# Kính hiển vi đồng tiêu

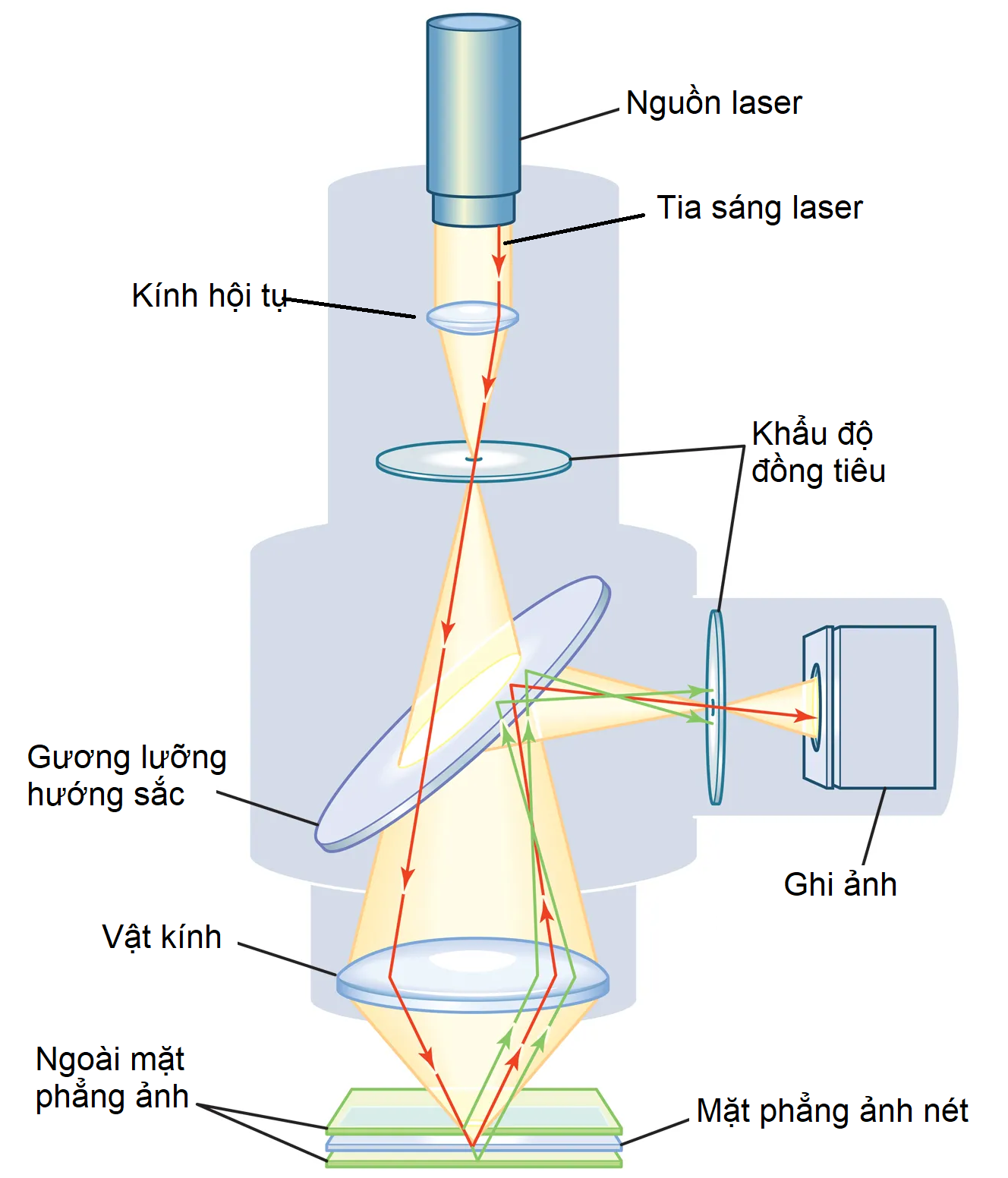
Cấu tạo và nguyên lý làm việc của kính hiển vi đồng tiêu

Kính hiển vi đồng tiêu, hay kính hiển vi quét laser đồng tiêu, là một kỹ thuật hiển vi quang học mà ở đó độ phân giải và tương phản của ảnh được tăng cường bằng cách sử dụng một hệ khẩu độ (dạng lỗ tròn - pinhole) để loại bỏ các chùm tia đến từ các mặt phẳng ngoài tiêu điểm ảnh trong quá trình tạo ảnh. Kỹ thuật này sẽ ghi nhận ảnh của từng điểm ảnh trên mẫu vật và phục dựng lại ảnh (có thể ở nhiều độ sâu khác nhau) để có thể tạo ra ảnh 2 chiều hoặc 3 chiều của mẫu vật.
Đây là một kỹ thuật tạo ảnh được sử dụng phổ biến trong cả nghiên cứu khoa học và công nghiệp, bao gồm trong khoa học sự sống, khoa học vật liệu hay kiểm tra không phá hủy trong công nghiệp bán dẫn.

## Lịch sử phát triển và nguyên lý thiết bị
Khái niệm về hệ quang học đồng tiêu lần đầu tiên được đề cập bởi Hans Goldmann với hệ đèn chưa các khe hẹp để kiểm tra mắt. Hệ quang học được phát triển bởi Zyun Koana vào năm 1943. Vào năm 1951, Hiroto Naora, một đồng nghiệp của Koana, lần đầu tiên đề xuất khái niệm về kính hiển vi đồng tiêu trong một công trình công bố trên tạp chí Science.

Kính hiển vi đồng tiêu lần đầu tiên được phát minh bởi Marvin Minsky vào thập niên 1950 với phát minh được cấp bằng sáng chế vào năm 1957. Thiết bị này được xây dựng nhằm vượt qua những hạn chế mà kính hiển vi huỳnh quang mắc phải: toàn thể ánh sáng huỳnh quang từ mẫu vật được ghi nhận, bao gồm cả những phần không nằm trong mặt phẳng nét của ảnh do đó ảnh tạo ra có độ sắc nét và phân giải không đủ tốt.

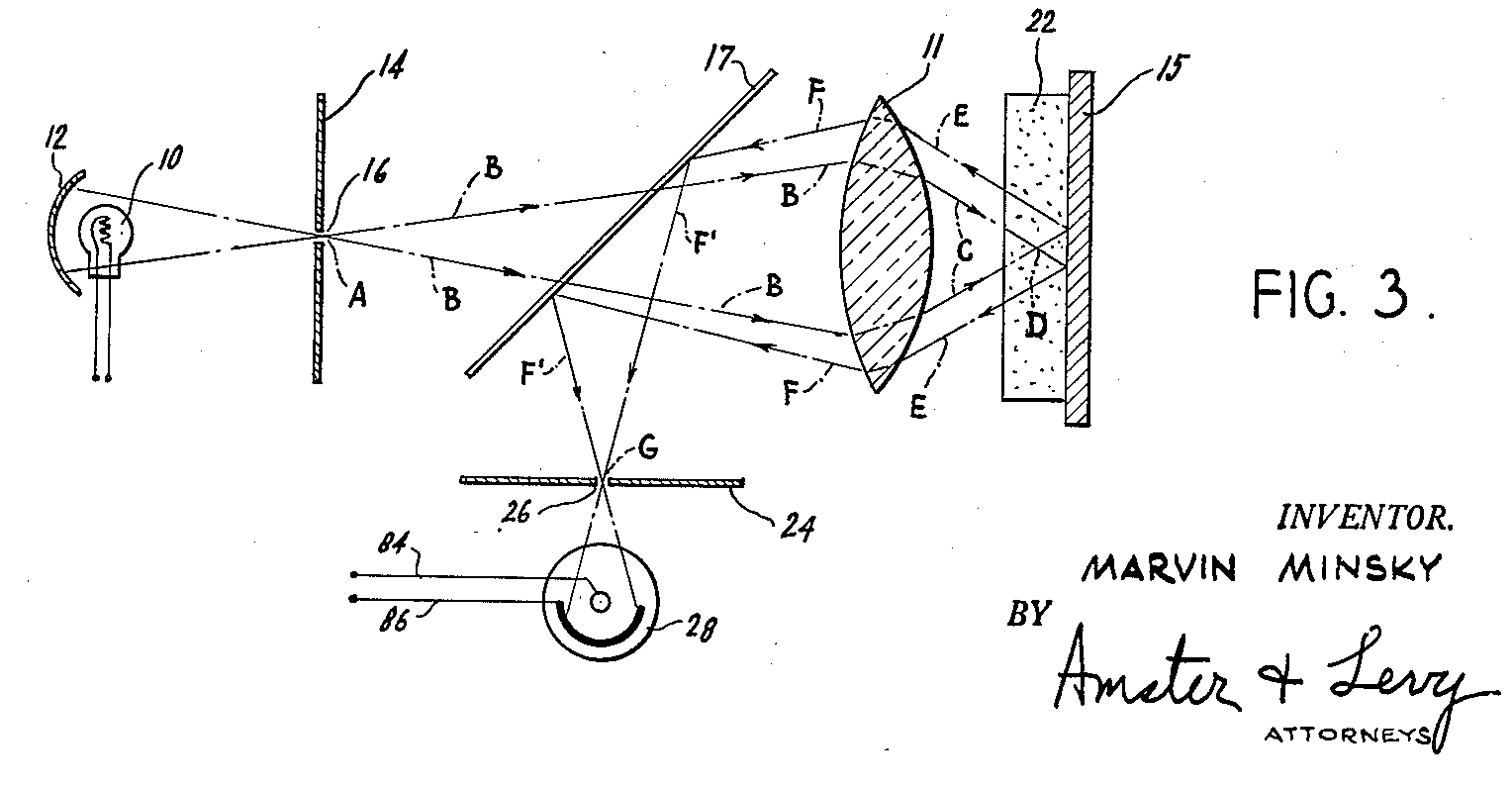
Thiết kế kính hiển vi đồng tiêu đầu tiên của Minsky năm 1957.

Kính hiển vi đồng tiêu khắc phục điểm yếu này bằng cách sử dụng một chùm sáng hội tụ qua một lỗ khẩu độ nhỏ, và ghi lại các chùm sáng phát ra từ vật mẫu được hội tụ qua một lỗ khẩu độ khác nằm tại mặt phẳng ảnh của vật kính - khẩu độ đồng tiêu. Khẩu độ đồng tiêu này cho phép chỉ thu lại các chùm sáng phát ra từ đúng vị trí ảnh được lấy nét (do các chùm sáng đến từ các mặt phẳng ở ngoài vị trí này sẽ bị loại bỏ). Nhờ vật mà ảnh của từng điểm khác nhau trên vật mẫu sẽ được tạo ra một cách sắc nét và ghi nhận. Bằng cách ghi nhận từng điểm ảnh (khi chùm sáng quét trên vật mẫu), ảnh của toàn bộ mẫu vật sẽ được xây dựng.
Thiết bị hiển vi đồng tiêu đầu tiên được thương mại hóa thành công bởi Mojmír Petráň ở Đại học Charles (Cộng hòa Séc) bằng cách sử dụng hệ đĩa quay. Sáng chế của Mojmír Petráň được cấp bằng năm 1966 và bắt đầu được sản xuất và thương mại hóa ở Tiệp Khắc trước khi mở rộng sang Hoa Kỳ.
Thiết bị kính hiển vi đồng tiêu dựa trên kỹ thuật quét chùm laser lần đầu tiên được giới thiệu năm 1969 bới M. David Egger ở Đại học Yale, và tiếp tục được hoàn thiện bởi Paul Davidovits năm 1971.

## Các kỹ thuật đồng tiêu
Kính hiển vi đồng tiêu có nhiều kiểu thiết kế khác nhau, chủ yếu nằm ở kỹ thuật quét chùm tia laser trên mẫu. Thiết kế nguyên bản của Minsky có hệ quang học tĩnh còn mẫu được di chuyển bên dưới chùm tia laser. Thiết kế này có ưu điểm là mọi điểm ảnh đều có cùng tính chất quang học, và ảnh tạo ra rìa sắc nét, nhưng lại có một điểm yếu cố hữu là đòi hỏi một giá mẫu với thiết kế cơ học tinh vi (nhằm di chuyển mẫu dễ dàng). Thiết kế kiểu này ngày nay đã ít được sử dụng và hầu hết các thiết kế ngày nay đều dựa trên việc quét chùm tia laser (hệ quang học động).

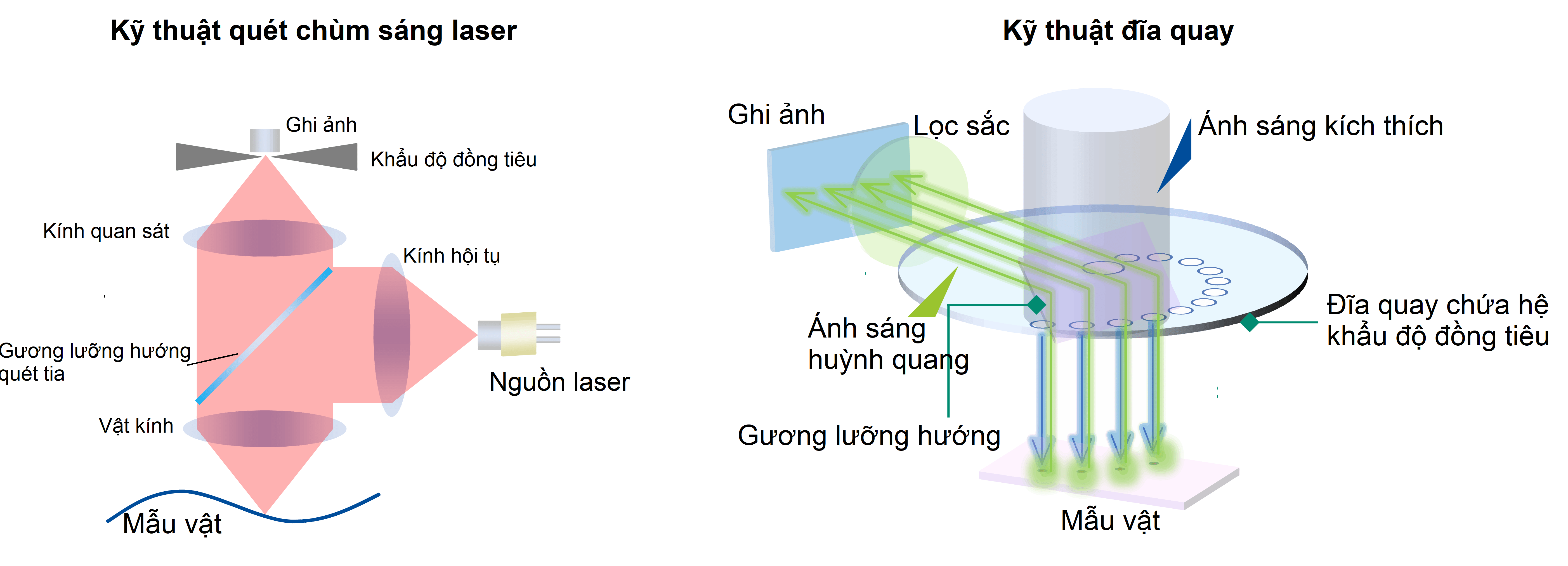
Hai kỹ thuật hiển vi đồng tiêu: (trái) kỹ thuật quét chùm laser, (phải) kỹ thuật đĩa quay

### Kính hiển vi laser quét đồng tiêu (LSCM)
Đây là một thiết kế cải tiến phổ biến thay thế thiết kế nguyên thủy với mẫu cố định và chùm tia laser được điều khiển để quét trên mặt mẫu. Để làm được điều này, ánh sáng kích thích ban đầu sẽ được phản xạ trên gương lưỡng hướng trước khi được hội tụ để kích thích trên bề mặt mẫu. Gương lưỡng hướng là một hệ thống điện - cơ, cho phép điều khiển gương này xoay chuyển, và do đó chùm tia kích thích sẽ được điều khiển và quét trên bề mặt mẫu. Ánh sáng phản xạ lại sẽ hội tụ qua vật kích trước khi chiếu xuyên qua gương lưỡng hướng và ảnh sẽ được ghi nhận.
Đây là kỹ thuật đồng tiêu phổ biến nhất trong các thiết bị thương phẩm hiện nay, với điểm mạnh là chụp ảnh có độ phân giải cao, chụp cắt lớp, dễ dàng tạo ảnh 3 chiều (hay thậm chí 4 chiều - 3 chiều trong thời gian thực) và cho ảnh màu khá trung thực.

### Kính hiển vi đồng tiêu đĩa quay

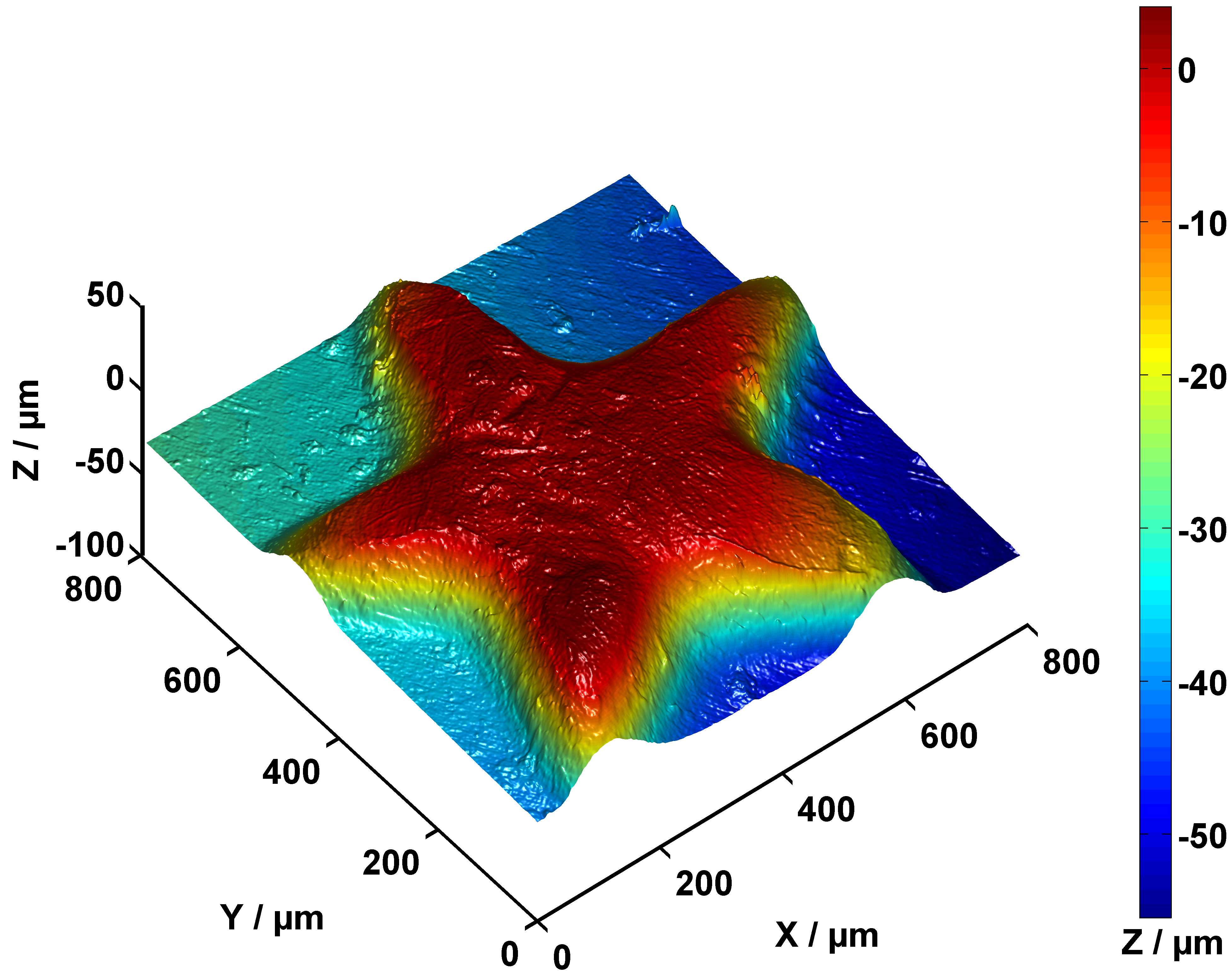
Hình ảnh 3 chiều chụp ngôi sao trên đồng xu 1 Euro bởi kỹ thuật hiển vi đồng tiêu sử dụng đĩa quay.

Nếu như LSCM là một kỹ thuật quét đơn điểm có chất lượng ảnh cao, thì tốc độ tạo ảnh của nó là một hạn chế. Kỹ thuật đĩa quay (Spinning disk confocal microscope) là một cải tiến khác cho phép tạo ảnh nhanh hơn. Trong kỹ thuật này, thay vì sử dụng một lỗ khẩu độ, người ta sẽ tạo ra một mảng ma trận các khẩu độ nhỏ, bố trí trên một đĩa quay và do đó tạo ra một hệ chùm tia quét trên mẫu. Kỹ thuật này cho phép tạo ảnh với tốc độ cao hơn và chỉ cần chùm sáng với cường độ yếu hơn. Tuy nhiên, điểm yếu của kỹ thuật này là ảnh tạo ra có nhiễu nền cao hơn.

## Ứng dụng
Kính hiển vi đồng tiêu là kỹ thuật được đặc biệt yêu thích trong các nghiên cứu về khoa học sự sống nhờ khả năng tạo ảnh với độ phân giải cao và chất lượng hình ảnh cao. Thiết bị này có cho phép quan sát các cấu trúc tế bào hoặc tiêu bản sinh học với khả năng tạo ảnh 3 chiều với độ phân giải cao ở dạng ảnh tĩnh hoặc ảnh động trong thời gian thực (4D). Đối với các nghiên cứu về khoa học sự sống, kính hiển vi đồng tiêu thường được sử dụng dưới dạng huỳnh quang với việc nhuộm tiêu bản và ghi lại ánh sáng phát huỳnh quang, bằng cách ghi nhận ánh sáng phát huỳnh quang từ mẫu vật khi chùm tia laser quét trên bề mặt mẫu. Lúc này, kỹ thuật đồng tiêu trở nên đặc biệt ưu thế so với kính hiển vi huỳnh quang truyền thống nhờ việc ghi nhận ảnh nét theo từng điểm ảnh.
Kỹ thuật này cũng được ứng dụng rộng rãi trong các nghiên cứu về bán dẫn và khoa học vật liệu nhờ khả năng chụp ảnh không phá hủy và quan sát cấu trúc tế vi 3 chiều ở kích thước rộng. Đối với các lĩnh vực này, kính hiển vi chỉ cần ghi nhận ánh sáng phản xạ lại từ bề mặt mẫu, và cho phép tạo ảnh có độ tương phản cũng như sắc nét chính xác trên từng điểm ảnh. Lúc này, các thiết bị hiển vi đồng tiêu còn đóng vai trò như một hệ đo lường quang học với độ chính xác cao.